# Bart Layton
Bartholomew Nichlas "Bart" Layton (Hammersmith, 1975) é um cineasta britânico. Como reconhecimento, recebeu indicação ao BAFTA 2013.